# Jacob Holm
Jacob Tandrup Holm (Esbjerg, 5 de setembro de 1995) é um handebolista profissional dinamarquês, medalhista olímpico.

## Carreira
Holm conquistou a medalha de prata com a Seleção Dinamarquesa de Handebol Masculino nos Jogos Olímpicos de Verão de 2020 em Tóquio, após confronta a equipe francesa na final da competição.